# 3Com
A 3Com (Computadores, Comunicação e Compatibilidade) foi uma empresa fabricante de produtos de infraestrutura para rede de computadores, cofundada em 1979 por Robert Metcalfe e sediada na cidade de Marlborough (Massachusetts). O nome 3Com provêm do foco da empresa em "Computadores, Comunicação e Compatibilidade".
Em 2007, foi anunciada a venda da 3Com para Bain Capital e Huawei Technologies por US$ 2,2 bilhões, no entanto em março de 2008 a venda foi cancelada, prevendo-se que o Comitê de Investimento Estrangeiro do governo dos EUA iria proibir a operação.
Em 2010 a Hewlett-Packard concluiu a aquisição da 3com por US$ 7,90 por ação, totalizando um valor de mercado de US$ 2,7 bilhões.

## História
Robert Metcalfe inventou a Ethernet na Xerox PARC e, subsequentemente, cofundou a 3Com em 1979. A 3Com começou fazendo placas adaptadoras Ethernet para vários sistemas de computador no começo dos anos 80, incluindo o LSI-11, IBM PC e VAX-11. Na metade dos anos 1980, a 3Com criou uma marca para sua tecnologia Ethernet chamada de EtherSeries, enquanto introduzia uma série de equipamentos de software e baseados em PC para oferecer serviços compartilhados sobre uma LAN usando protocolos XNS. Esses protocolos ganharam a marca EtherShare (para compartilhamento de arquivos), EtherPrint (para impressão), EtherMail (para e-mail), e Ether-3270 (para emulação de máquina local IBM).

## Produtos
Os produtos de software de redes da empresa incluem:
- 3+Share: compartilhamento de arquivo e impressora.
- 3+Mail: e-mail.
- 3+Remote: para roteamento XNS sobre uma porta serial de PC.
- NetConnect: para roteamente XNS entre Ethernets.
- (MultiConnect?) foi um repetidor Ethernet 10Base2 multi-porta baseado em chassi.
- 3Server: um PC servidor-nível para rodar serviços 3+.
- 3Station: uma estação de trabalho sem disco.
- 3+Open: compartilhamento de arquivo e impressora (baseado no Gerenciador de LAN da Microsoft).
- Etherterm: emulação de terminal.
- Etherprobe: software de análise de LAN.
- DynamicAccess: produtos de software para balanceamento da carga Ethernet, tempo de resposta e monitoramento distribuído RMON II.

A expansão da 3Com além da sua base original de produtos para PC e fina Ethernet começou em 1987 quando ele fundiu-se com a Bridge Communication. Isso ofereceu uma série de equipamentos baseados nos processadores Motorola 68000 e usando protocolos XNS compatível com software de PC Ethertem da 3Com.
- Servidores de comunicação CS/1, CS/200 ("servidores terminais")
- Pontes Ethernet (bridges) e roteadores XNS
- Gateway X.25 GS/1-X.25
- Gateway SNA CS/1-SNA
- Software de controle de rede NCS/1 rodando em um Sun2.